# Lichnoptera illudens
Lichnoptera illudens är en fjärilsart som beskrevs av Walker 1856. Lichnoptera illudens ingår i släktet Lichnoptera och familjen Pantheidae. Inga underarter finns listade i Catalogue of Life.